# Strasburgeriàcies
Les strasburgeriàcies (Strasburgeriaceae) és una família de plantes amb flor.
Està composta per un sol gènere Strasburgeria i una única espècie: Strasburgeria robusta.
Aquesta espècie és un arbre amb fulles alternes i tipus de floració hermafrodita. El fruit és globós.
Strasburgeria robusta és una planta endèmica de Nova Caledònia.
En la classificació filogenètica APG II (2003)aquesta família figura en el clade rosids sense assignar a cap ordre en concret.
En canvi altres classificacions, com la que es troba a AP-Website, la situen dins l'ordre Crossosomatales.